# Décembre 2013
Cette page présente les faits marquants du mois de décembre 2013.

## Événements
- 1er décembre :
  - Référendum constitutionnel en Croatie ;
  - Lancement de la sonde Chang'e 3 qui dépose un véhicule sur la Lune le 14 décembre.

- 2 décembre : massacre de Boali en Centrafrique.

- 5 décembre :
  - La tempête Xaver frappe le nord de l'Europe et cause dix morts ;
  - Mort de Nelson Mandela ;
  - Début de la bataille de Bangui et de la bataille de Bossangoa en Centrafrique ;
  - La résolution 2121 du conseil de sécurité des Nations unies permet la création de la mission internationale de soutien à la Centrafrique sous conduite africaine (MISCA).

- 6 décembre : tirage au sort de la Coupe du monde de football 2014.

- 7 au 22 : 21e édition du championnat du monde de handball féminin en Serbie.

- 11 au 21 : 10e édition de la coupe du monde des clubs de la FIFA, au Maroc.

- 12 décembre : massacre de Bohong en Centrafrique.

- 12 au 15 : 21e édition des championnats d'Europe de natation en petit bassin à Herning (Danemark)

- 14 décembre : 
  - attentat de Kidal au Mali.
  - la sonde chinoise Chang’e 3 se pose sur la Lune.

- 15 décembre :
  - second tour de l'élection présidentielle au Chili : Michelle Bachelet est élue ;
  - élections législatives au Turkménistan.

- 17 décembre : Angela Merkel est reconduite comme chancelière allemande, formant son troisième gouvernement depuis 2005.

- 18 décembre : la première implantation d’un cœur artificiel « total » est effectuée à Paris.

- 19 décembre : Gaia, satellite européen ayant pour mission la constitution d’un catalogue astronomique d’environ un milliard d’objets, est lancé depuis la base guyanaise de Kourou[1],[2].

- 20 décembre : 
  - second tour de l'élection présidentielle à Madagascar.
  - l'ancien oligarque russe Mikhaïl Khodorkovski est libéré à la suite d’une grâce présidentielle, après dix ans d’incarcération[3],[4].
  - Verglas massif de décembre 2013 dans le nord-est de l'Amérique du Nord du 20 au 23 décembre.

- 22 au 24 décembre : la tempête Dirk frappe plusieurs pays d'Europe, causant 6 morts et de nombreux dégâts matériels.

- 23 décembre : en Russie, Nadejda Tolokonnikova  et Maria Alekhina, membres du groupe Pussy Riot, sont libérées en même temps que des milliers de détenus, dans le cadre d'une loi d’amnistie[5].

- 27 décembre : Mohammad Chatah est tué dans un attentat à la voiture piégée à Beyrouth au Liban[6].

- 29 et 30 décembre : deux attentats-suicides font trente-trois morts et plusieurs dizaines de blessés à Volgograd en Russie.